# Eucera nana
Eucera nana is een vliesvleugelig insect uit de familie bijen en hommels (Apidae). De wetenschappelijke naam van de soort werd voor het eerst geldig gepubliceerd in 1873 door Morawitz als Tetralonia nana.